# Vogelthal-Bach
Der Vogelthal-Bach, auch Vogelbach genannt, ist ein 2,4 km langer rechter und südlicher Zufluss der Usa, der so wie sein linker Zufluss Schwarzlochbach seinen Ursprung in Tümpeln im Wald auf Ober-Mörler Gebiet hat. Er mündet südlich vom Ober-Mörler Ortsteil Langenhain-Ziegenberg in die Usa.

## Geographie

### Verlauf
Der Vogelthal-Bach entspringt nördlich des Gaulskopfs im flachen Hang eines aufgeweiteten Tals, der hinauf zum heute nahezu unbewaldeten FFH-Gebiet „Eichkopf bei Ober-Mörlen“ führt, dem zeitweilig mit Wasser gefüllten Tümpel in einem Bruchwald-Areal nahe einem Waldweg ⊙. In den Lauf abwärts mündet nach 50 Metern von links ein erster und auch nur gelegentlich Wasser führender Bach, der von Sickerquellen einer Suhle gespeist wird. Oberhalb eines Wegs existiert auf 332 m ü. NHN ganzjährig ein Teich ⊙, in den am westlichen Rand ein meist trockener Graben mündet. Der Teich kann nicht das ganze Jahr Wasser spenden. Der häufig trockene Bach gelangt im Laubwald nach 100 Metern an den Durchlass eines weiteren Waldwegs. Darunter beginnt sein Bett natürlichen Ursprungs zu sein und nicht von Menschen gegraben. Kurz vor der Spitzkehre des Haupt-Waldwegs – etwa bei Fluss-km 2,1 – mündet von rechts ein etwa 200 Meter langer und ebenfalls nur zeitweilig Wasser führender Bach. Er entspringt einem weiteren Tümpel ⊙, der zumeist trocken ist. Im ebenen Gelände des Laubwalds zeigen sich mehrere künstlich angelegte Gräben. An einem Waldweg, an dem die Schießschneise eines Hochsitzes beginnt, münden die Gräben in den Bach, der nun etwas steiler zum Bett des Vogelbachs hinab fließt.
Das Mündungsgebiet oberhalb der Spitzkehre verfügt über ganzjährige Grundwasseraustritte, so dass der Vogelthal-Bach nun ganzjährig ein Bach sein kann ⊙. Es beginnt hier sich eine Kulturlandschaft abzuzeichnen, denn der Vogelbach wird von über 100-jährigen Erlen gesäumt. Etwa 100 Meter unterhalb der Spitzkehre mündet per aufwändig ausgeführtem Durchlass unter dem Weg in das steile schmale obere Vogeltal von rechts ein mit etwa 20 Greiner-Verbauten ausgebauter, nur gelegentlich, dann jedoch sehr viel Wasser führender Bach vom weitgehend kahlen FFH-Gebiet. 200 Meter weiter wechselt der Vogelthal-Bach auf das Gebiet des Ober-Mörler Ortsteils Langenhain-Ziegenberg. Hier öffnet sich das Schwarzloch genannte steile und tiefe, von Süden kommende, Tal, durch das der sichtbare Limes (zwischen Kastell Kapersburg und Kastell Langenhain) führt. Parallel zu ihm fließt auf fast 1 km Länge der Schwarzlochbach. Am Talende hat sich eine teils sumpfige Schwemmlandzone ausgebildet, die direkt vor dem Talende als Wiese genutzt wird. Der Schwarzlochbach wird daher am westlichen Hang des oberen Vogeltals geführt und mündet erst bei km 1,6 ⊙ in den Vogelthal-Bach, der auf der Ostseite des oberen Vogeltals den geschotterten Weg am Hang des Eichkopfs nahe begleitet hat. Wenige dam darunter mündete von Westen der Weg durch das Schwarzloch oder Schwarzes Loch genannte Tal und von Osten mündet ein Waldweg vom Nordhang des Eichkopfs. Zur Überwindung des Vogelbachs ist er auf einer Strecke von etwa zehn Metern verrohrt und über ihm ein breiter Überweg aufgeschüttet worden, der heute nahezu bedeutungslos geworden ist, denn der Schwarzloch-Weg im Talgrund nahe dem Limes wird nicht mehr genutzt (höher am Hang verläuft ein gut ausgebauter Weg, der am Forsthaus vorbei führt und nahe der Fischteiche in den Hauptweg mündet). Hier enden nur noch die Sichtbarkeit des Limes im Gelände, der zuletzt beiderseits des Erdwalls über Gräben verfügt, und der MTB-Trail im Graben auf dem ehemals römischen Gelände.
Etwa bei km 1,2 steht das so genannte Forsthaus, das Ende des 19. Jahrhunderts von einer Frankfurter Familie errichtet worden war. In der Nazizeit wurde es enteignet, denn die Familienangehörigen gehörten dem jüdischen Glauben an. Im Zuge des Ausbaus des Führerhauptquartiers Adlerhorst erhielt es einen Bunker, der immer noch steht und benutzbar ist (am Schwarzloch-Weg). Der Zuweg des unbefestigten Parkplatzes verläuft über den Vogelbach vom Weg im Vogeltal. Darunter ist das rechte Bachufer durch dicht aneinander stehende und senkrecht in den Erdboden getriebene Betonröhren (etwa ø 25 cm) befestigt. Ein Stück darunter wird er auf 100 Metern unterirdisch durchgeleitet. An diesem Platz steht auf der Ostseite eine gemauerte Hütte mit Flachdach, mittig existiert ein Schacht von quadratischem Querschnitt, um den drei noch keine 100 Jahre alten Kastanien stehen. Aus westlichen Richtungen münden der Schwarzloch-Weg und ein Weg vom Kirchwald, der einen linken Zufluss des Vogelbachs begleitet bzw. in seiner anderen Gabel über einen weiteren linken Zufluss des Vogelbachs und den Dümmelbach, am Naturdenkmal Marienstein (Liste der Naturdenkmäler in Ober-Mörlen) nördlich vorbei ins Usatal gegenüber Schloss Ziegenberg führt. Am nordöstlichen Ende des Platzes, wo der Weg aus dem Usatal und von der Bundesstraße 275 einmündet, beginnt ein Straßengraben am Hang des Eichkopfs, der schon bald die Wegseite wechselt und am Ostrand der Wiese des Vogeltals zur Usa hinab fließt, wobei er nur zeit- und abschnittsweise Wasser führt.
Das Ende der Verrohrung des Vogelbachs liegt auf dem eingezäunten Gelände der Fischteiche Oben im Vogeltal, so der Gemarkungsname. Unterhalb der Anzapfung für die Teiche wird der Bach östlich, am Rand einer Wiese, vorbei geführt. Er schmiegt sich im Norden dem aufgeschütteten Damm des großen Teichs an und biegt daher kurz nach Nordwesten ab, um schon bald wieder nordwärts zu fließen. Hier mündet ein weiterer Bach aus dem Kirchwald von links. Der Vogelbach führt am Ostrand eines Bergs und Westrand der Wiese im Vogeltal nach Norden. Am linken Ufer, jenseits aufgelassener Wege und wuchernder Vegetation, einem Vogelschutzgehölz, das streckenweise auf einem steilen Hang ungestört gedeiht, finden sich auf dem Höhenrücken zum westlich liegenden Tal des Dümmelbachs, über den der Pfaffenwiesbacher Weg verläuft, die Streuobstwiesen der Gemarkung Im Siederhack. Mit der Aufweitung des Talendes, etwa bei km 0,3, beginnt ein weiteres eingezäuntes Gelände mit Fischteichen. Das gesamte (untere) Vogeltal hindurch wird der Vogelbach am rechten Ufer von einem unbefestigten Grasweg begleitet.
Am Ende des Vogeltals gehen in westliche Richtung der Pfaffenwiesbacher Weg (zunächst asphaltiert) und ein Weg am Rand der Usa-Aue ins Dümmelbachtal (zugewachsen) sowie nach Ziegenberg ab, südwärts einer zu den Fischteichen. Am Ostufer befindet sich ein Fest- und Grillplatz, der über einen Steg erreichbar ist. Das Talende wird von der alten B 275 gebildet, die über die alte Sandsteinbrücke über die Usa geführt worden war. Gleich unterhalb dieser steht ein Neubau aus Stahlbeton. Die teilweise erhaltene alte Fahrbahn aus Asphalt wird als Parkplatz für Ausflüglerinnen und Wanderinnen benutzt. Über sie ist das Vogeltal an die B 275 angebunden. Sie ist teilweise auch am rechten oder Ostufer vorhanden, wo sie stark von Vegetation bedrängt wird. Hier wird der Abflussgraben vom Platz oberhalb der Fischteiche Oben im Vogeltal auf der Südseite entlang nach Westen geführt, wo er den Grillplatz nördlich abschließt und in dessen nordwestlichem Eck in den Vogelbach mündet. Hier, am Rand der alten B-275-Trasse, beginnt die letzte Verrohrung des Vogelbachs. Nach etwa 50 Metern unter der Erde beginnen die letzten 50 dicht mit Vegetation (Bäume, Büsche, Ranken, Kräuter, Gräser) bestandenen Meter des Vogelbachs.
Er mündet südlich vom Ober-Mörler Ortsteil Langenhain-Ziegenberg bei Usa-km 16,375 in die Usa ⊙.

### Flusssystem Usa
- Fließgewässer im Flusssystem Usa